# Carl Friedrich Eduard Otto
Carl Friedrich Eduard (Carlos Frederico Eduardo) Otto ( 1812 - 1885) fue un botánico, briólogo, y malacólogo alemán.
El 28 de agosto de 1838 se embarca en Hamburgo con Johannes Gundlach (1810–1886) y Ludwig Karl Georg Pfeiffer (1805–1877), para entre 1838 a 1839, realizan un viaje a Cuba durante el cual, como ha hecho durante otras expediciones por Europa, constituyen una muy rica colección de historia natural. También estudió costumbres sociales de sus habitantes. Visitó Cuba, Estados Unidos y Venezuela. Las plantas vivas recolectadas tuvieron como destino el Jardín Botánico de Berlín y las secas el Real Herbario. En su bibliografía describe sus posiciones ideológicas clasistas y sobre la esclavitud,

## Algunas publicaciones
- eduard Otto, edmund Goeze. 1885. Hamburger Garten- und Blumenzeitung: Zeitschrift für Garten- und Blumenfreunde, für Kunst- und Handelsgärtner. Volumen 41. Editor R. Kittler. Edición reimpresa de BiblioBazaar, 594 pp. 2011. ISBN 1-246-59922-8

- -------------------. 1843. Reisseerinnerungen an Cuba, Nord- und Südamerica, 1838-1841. Editor Naucksche buchhandlung, viii + 329 pp. resumen todo el libro

## Fuente
- Amédée Dechambre. 1887. Dictionario enciclopédico de las Ciencias Médicas. G. Masson. París
- Traducción de los Arts. en lengua inglesa, alemana, y francesa de Wikipedia

- La abreviatura «Ed.Otto» se emplea para indicar a Carl Friedrich Eduard Otto como autoridad en la descripción y clasificación científica de los vegetales.[3]